# Америко Фронио, Уолкер
Уо́лкер Аме́рико Фро́нио (порт. Walker Américo Frônio; родился 15 февраля 1982, Американа, Сан-Паулу) — бразильский футболист, полузащитник клуба «Индепенденте» (Лимейра).

## Биография

### Клубная карьера
Спортивную карьеру Уолкер начинал в футбольном клубе «Гуарани» из города Кампинас, штат Сан-Паулу. В 1999 году Уолкер оказался в амстердамском «Аяксе». В составе молодёжной команды этого клуба бразильский полузащитник участвовал в розыгрыше Кубке Нидерландов сезона 2001/02, в котором также выступал и основной состав «Аякса». В матче 1/8 финала против «Твенте», который состоялся 12 декабря 2001 года, Уолкер на 97-й минуте матча забил с пенальти золотой гол, который помог его команде выиграть со счётом 2:1 и выйти в 1/4 финала. С молодёжным составом Уолкер смог дойти до полуфинала кубка, но в нём команда уступила «Утрехту» в серии пенальти со счётом 6:7. Основной состав «Аякса» смог дойти до финала кубка и выиграть у «Утрехта» со счётом 2:3, благодаря золотому голу Златана Ибрагимовича на 93-й минуте матча.
В 2002 году Уолкер был отдан в аренду на один сезон в бельгийский клуб «Жерминаль Беерсхот». На профессиональном уровне бразилец дебютировал 15 сентября 2002 года в матче чемпионата Бельгии против клуба «Ла-Лувьер», выйдя на замену на 42-й минуте вместо Антони Ободая, матч завершился вничью 1:1. В дебютном сезоне за клуб провёл 23 матча в чемпионате и отличился одним забитым голом. После окончания аренды Уолкер вернулся в расположение молодёжного состава «Аякса», а спустя сезон, в 2004 году перешёл в «Атлетико Минейро», где за два года провёл в чемпионате Бразилии 45 матчей и забил 1 мяч. Затем выступал за бразильский «Жувентуде», «Наутико Ресифи» и «Итумбиара». С мая 2008 года Уолкер вновь выступал за «Жувентуде».
В седине января 2010 года Уолкер перешёл в клуб «Риу-Клару», выступающий в Лиге Паулиста. За команду Уолкер дебютировал 21 января в матче против клуба «Паулиста», завершившемся поражением «Риу-Клару» со счётом 2:1. За семь месяцев в команде он провёл в чемпионате 16 матчей. В июле 2010 года Уолкер стал игроком клуба «Санту-Андре» из одноимённого города.

### Карьера в сборной
В 1999 году Уолкер выступал за юношескую сборную Бразилии на чемпионате мира, который состоялся в Новой Зеландии. На турнире Уолкер сыграл во всех матчах, а также стал чемпионом.